# Prócris

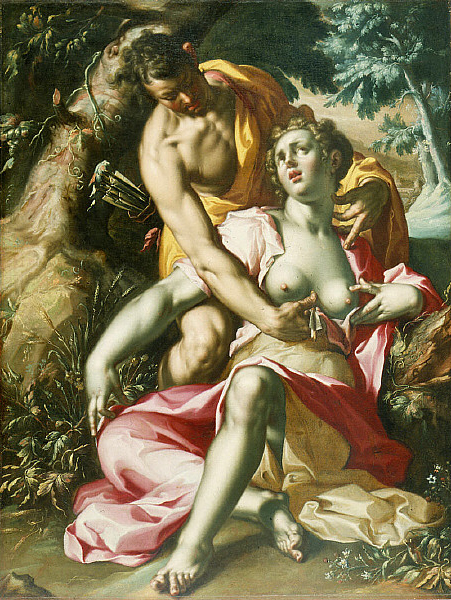
A Morte de Prócris por Joachim Wtewael (c. 1595–1600)

Prócris, na mitologia grega, foi uma princesa associada ao mito de Céfalo.

## Versão de Pseudo-Apolodoro
Erecteu, filho de Pandião I e Zeuxippe, se casou com Praxiteia, filha de Phrasimus e Diogenia, filha do deus-rio Cefiso. Eles tiveram três filhos, Cécrope II, Pandorus e Metion e quatro filhas, Prócris, Creúsa, Ctonia e Orítia.
Prócris se casou com Céfalo, filho de Deioneu, mas, comprada por uma coroa de ouro, admitiu Pteleon na sua cama. Descoberta por Céfalo, ela fugiu para Minos, que se apaixonou por Prócris e tentou seduzí-la; mas toda mulher que tinha relações sexuais com Minos morria por causa de um feitiço que Pasífae havia feito em Minos. Minos deu presentes a Prócris: um cão rápido e um dardo que nunca errava o alvo, e ela deu a ele uma raiz para neutralizar o feitiço de Pasífae. Após se deitar com Minos, Prócris, temendo por sua vida, voltou para Atenas e se reconciliou com Céfalo.
Quando Céfalo e Prócris estavam em uma caçada, Céfalo, sem saber onde ela estava, atirou o dardo, e a matou. Céfalo foi julgado no Areópago e condenado ao exílio.